# Energy Murambadoro
Energy Murambadoro (né le 27 juin 1982 à Gweru au Zimbabwe) est un joueur de football international zimbabwéen, qui évoluait au poste de gardien de but.

## Biographie

### Carrière en sélection
Avec l'équipe du Zimbabwe, il joue 27 matchs (pour aucun but inscrit) entre 2002 et 2008. 
Il figure dans le groupe des sélectionnés lors des Coupes d'Afrique des nations de 2004 et de 2006.
Il joue également 12 matchs comptant pour les tours préliminaires de la coupe du monde, lors des éditions 2006 et 2010.

## Palmarès
CAPS United
- Trophée de l'Indépendance :
  - Finaliste : 2006.